# ۵۸۷ (پیش از میلاد)
۵۸۷ (پیش از میلاد) ۵۸۷مین سال قبل از تقویم میلادی است.